# Одноднівка
Одноднівка — бойовий листок, аркуш паперу з текстом, іноді з ілюстраціями, спрямовані проти окупаційного режиму.

## Історія
Перша одноднівка на теренах сучасної України була виданий у 1749 році польською мовою. Це був часопис-одноднівка «Kurjer Lwowski», випущена з нагоди інтронізації греко-католицького єпископа Лева Шептицького.
2 лютого 1886 року у Бережанах вийшла газета «Одноднівка Бережанська» — перший часопис українською мовою на Тернопільщині, це був єдиний номер видання. 30 грудня 1911 року одноднівка Екзекутивного комітету УСДП «Вперед». 1917 року вийшов один примірник гумористичної одноднівки «Тифусна одноднівка», редактор якої був письменник Андрій Баб'юк (Мирослав Ірчан), карикатуристом — художник Осип Курилас. Це була гумористична збірка карантинників УСС, обсягом у 44 сторінки, одноднівка написана від руки чорнилом.
У 1923 році поет Степан-Юрій Масляк почав видавати так звані «одноднівки» — бойові листки, спрямовані проти окупаційного польського режиму. Того ж року в місті Володимир вийшла одноднівка «За українську народню справу», редактором якої був журналіст Петро Певний.
Виходила в Дрогобичі, у вересні 1932 року, газета-одноднівка «Prawda akademicka», частина матеріалу була конфіскована, тому газета вийшла, частково, з порожніми колонками. Видавалася накладом об'єднаного студентського комітету нафтового басейну. Друкувалася Дрогобицькій друкарні «SWYPA», відповідідальним редедактором був А.Колб.
У Празі видавався «Український сокіл» — одноднівка Союзу українського сокільства за кордоном для вшанування 40-ліття діяльності Сокола-Батька у Львові.
1945 року ОУНР випустила різдв'яну одноднівку «Предвічний народився» та новорічну одноднівку «На обріях»